# Šárka Kašpárková
Šárka Kašpárková (née le 20 mai 1971 à Karviná) est une athlète tchèque spécialiste du triple saut.
Šárka Kašpárková était à la base une sauteuse en hauteur. Puis dès l'introduction du triple saut féminin en 1992, elle a pris part à toutes les compétitions importantes dans cette discipline, remportant de 1996 jusqu'aux championnats du monde en salle de 1999 sept médailles internationales. Depuis la naissance de sa fille, Terezka, en 2001, cette enseignante sportive est retournée sur la scène internationale sans parvenir à revenir parmi les meilleures mondiales.

## Biographie
En saut en hauteur, Šárka Kašpárková se classait troisième des championnats d'Europe junior en 1989. Aux Jeux olympiques d'été de 1992, elle ne se qualifiait pas pour la finale. À cet instant, sa carrière en triple saut avait déjà débuté, mais la discipline n'était pas encore au programme des Jeux olympiques. Kašpárková  avait pourtant au début de la saison manqué une médaille de bronze en triple saut aux championnats d'Europe en salle, échouant à deux centimètres derrière la troisième, l'Allemande Helga Radtke.
Kašpárková remportait sa première médaille seulement quatre ans plus tard. Aux championnats d'Europe en salle de 1996, elle devenait avec 14,50 m, vice-championne d'Europe derrière la Bulgare Iva Prandzheva. Aux Jeux olympiques d'été de 1996, Kašpárková était avec 
14,92 m largement surclassée par l'Ukrainienne Inessa Kravets et était battue, bien qu'à égalité mais moins bonne à son deuxième meilleur saut, par la Russe Inna Lasovskaya pour la médaille d'argent.
Aux championnats du monde en salle en 1997, Inna Lasovskaya (15,01 m) remportait le titre devant la Britannique Ashia Hansen (14,70 m) et Šárka Kašpárková (14,66 m).
Aux championnats du monde, la même année, Kašpárková établissait avec 15,01 m puis 15,20 m ses neuvième et dixième records de Tchéquie et réalisait avec ce dernier record une performance que seule Inessa Kravets, absente pour blessure, dépassait encore. Néanmoins, Šárka Kašpárková ne remportait le titre qu'avec quatre centimètres de mieux que la Roumaine Rodica Mateescu qui réalisait aussi le meilleur concours de sa carrière.
Aux championnats d'Europe en salle de 1998, Kašpárková avec 14,76 m remportait l'argent avec 40 centimètres de moins qu'Ashia Hansen. La finale des championnats d'Europe en plein air de la même année était beaucoup plus serrée. Šárka Kašpárková, avec 14,53 m, était deux centimètres derrière la Grecque Olga Vasdeki. La Bulgare Teresa Marinova (14,50 m) et Rodica Mateescu (14,46 m) suivaient de très près.
Ashia Hansen, avec 15,02 m, remportait le titre des championnats du monde en salle en 1999 devant Iva Prandzheva (14,94 m). Šárka Kašpárková se contentait du bronze avec 14,87 m. Ce fut la dernière médaille de la Tchèque qui se classait sixième aux championnats du monde de la même année et 12e aux Jeux olympiques l'année suivante.
En compétition, elle avait un poids de forme de 69 kg pour 1,86 m.

## Palmarès

### Jeux olympiques d'été
- Jeux olympiques d'été de 1992 à Barcelone ( Espagne)
  - éliminée en qualifications du saut en hauteur
- Jeux olympiques d'été de 1996 à Atlanta ( États-Unis)
  -  Médaille de bronze du triple saut
- Jeux olympiques d'été de 2000 à Sydney ( Australie)
  - 12e du triple saut
- Jeux olympiques d'été de 2004 à Athènes ( Grèce)
  - éliminée en qualifications du triple saut

### Championnats du monde d'athlétisme
- Championnats du monde d'athlétisme de 1993 à Stuttgart ( Allemagne)
  - 7e du triple saut
- Championnats du monde d'athlétisme de 1995 à Göteborg ( Suède)
  - éliminée en qualifications du triple saut
- Championnats du monde d'athlétisme de 1997 à Athènes ( Grèce)
  -  Médaille d'or du triple saut
- Championnats du monde d'athlétisme de 1999 à Séville ( Espagne)
  - 6e du triple saut
- Championnats du monde d'athlétisme de 2003 à Paris ( France)
  - éliminée en qualifications du triple saut
- Championnats du monde d'athlétisme de 2005 à Helsinki ( Finlande)
  - éliminée en qualifications du triple saut

### Championnats d'Europe d'athlétisme
- Championnats d'Europe d'athlétisme de 1994 à Budapest ( Hongrie)
  - 6e du triple saut
- Championnats d'Europe d'athlétisme de 1998 à Budapest ( Hongrie)
  -  Médaille d'argent du triple saut
- Championnats d'Europe d'athlétisme de 2006 à Göteborg ( Suède)
  - éliminée en qualifications du triple saut

### Coupe du monde des nations d'athlétisme
- Coupe du monde des nations d'athlétisme de 1992 à La Havane ( Cuba)
  - 2e au classement général avec l'Europe
  - 5e du triple saut

### En salle

#### Championnats du monde d'athlétisme en salle
- Championnats du monde d'athlétisme en salle de 1993 à Toronto ( Canada)
  - 7e du triple saut
- Championnats du monde d'athlétisme en salle de 1995 à Barcelone ( Espagne)
  - 4e du triple saut
- Championnats du monde d'athlétisme en salle de 1997 à Paris ( France)
  -  Médaille de bronze du triple saut
- Championnats du monde d'athlétisme en salle de 1999 à Maebashi ( Japon)
  -  Médaille de bronze du triple saut
- Championnats du monde d'athlétisme en salle de 2004 à Budapest ( Hongrie)
  - éliminée en qualifications du triple saut

#### Championnats d'Europe d'athlétisme en salle
- Championnats d'Europe d'athlétisme en salle de 1992 à Gênes ( Italie)
  - 4e du triple saut
- Championnats d'Europe d'athlétisme en salle de 1994 à Paris ( France)
  - 4e du triple saut
- Championnats d'Europe d'athlétisme en salle de 1996 à Stockholm ( Suède)
  -  Médaille d'argent du triple saut
- Championnats d'Europe d'athlétisme en salle de 1998 à Valence ( Espagne)
  -  Médaille d'argent du triple saut
- Championnats d'Europe d'athlétisme en salle de 2005 à Madrid ( Espagne)
  - 4e du triple saut

### Junior

#### Championnats du monde junior d'athlétisme
- Championnats du monde junior d'athlétisme de 1988 à Sudbury ( Canada)
  - 6e du saut en hauteur

#### Championnats d'Europe junior d'athlétisme
- Championnats d'Europe Junior d'athlétisme de 1989 à Varaždin ( Yougoslavie)
  -  Médaille de bronze du saut en hauteur

## Sources
- (de) Cet article est partiellement ou en totalité issu de l’article de Wikipédia en allemand intitulé « Šárka Kašpárková » (voir la liste des auteurs).